# エドワード・A・マーフィー・ジュニア
エドワード・アロイシャス・マーフィー・ジュニア（Edward Aloysius Murphy Jr.、1918年1月11日 - 1990年7月17日）は、アメリカ合衆国の航空工学者であり、セーフティクリティカル・システムの研究を行っていた。彼の名前に由来するマーフィーの法則、すなわち、「うまくいかないことはうまくいかない」という法則で最もよく知られている。

## 生涯
1918年に、当時はアメリカ合衆国の租借地だったパナマ運河地帯で生まれた。5人兄弟の長男だった。ニュージャージー州の高校を卒業して、ウェストポイントのアメリカ陸軍士官学校に入学した。1940年に卒業し、同年、アメリカ陸軍に採用された。1941年にアメリカ陸軍航空隊でパイロットの訓練を受けた。第二次世界大戦中は、アジア太平洋戦域、インド、中国、ビルマで任務を行い、少佐となった。
戦争終結後の1947年、マーフィーは空軍工科大学に参加し、ライト・パターソン空軍基地のライト空軍開発センターの研究開発責任者に就任した。「マーフィーの法則」が生まれたのは、彼がここで高速ロケットスレッドの実験（USAFプロジェクトMX981、1949）に関わっていたときのことである。マーフィー自身は、彼の法則のありふれた解釈に不満を持っていたと伝えられている。マーフィーはこの法則を、常に最悪のシナリオを想定しなければならないという、ディフェンシブデザインの重要な原則を具体化したものだと考えていた。
1952年にアメリカ空軍を退官した後、ホロマン空軍基地でロケット加速試験に参加し、その後カリフォルニアに戻って航空機のコックピットの設計に従事した。 彼は、F-4、XB-70、SR-71、B-1、X-15ロケットプレーンなどの20世紀の最も有名な実験航空機の乗組員脱出システムの設計も行った。
彼の死後、マーフィーの法則の由来になったことに対してイグノーベル賞が授与された。